# 嚴歌苓
严歌苓（1959年1月27日—），華裔美国人作家，好莱坞编剧。目前定居在德国。

## 生平
严歌苓1959年出生於上海，自小生活在书香世家。其父作家萧马在阶级斗争中被打为“右派”，随后举家移居安徽省马鞍山市。在马鞍山市，严歌苓与哥哥严歌平在安徽省作家协会的大院里长大，12歲時參加中國人民解放軍成都軍區文工團。1979年中越戰爭時，嚴歌苓曾自告奮勇做戰地通訊員，到雲南的野戰醫院採訪傷員。
严歌苓于1978年发表童话诗《量角器与扑克牌的对话》。1980年開始發表作品，1986年加入中國作家協會，1989年赴美留學。1990年進入美國芝加哥哥伦比亚学院就讀，獲寫作碩士學位。
她的主要作品有長篇小說《陆犯焉识》、《綠血》、《一個女兵的悄悄話》、《一个女人的史诗》、《花儿与少年》、《第九個寡婦》、《小姨多鶴》、《床畔》等，中篇小說有《女房東》、《人寰》。根据严歌苓电影剧本创作的电影获得多项大奖，包括《扶桑》、《天浴》（根據此作改編的電影獲美國影評人協會獎以及金馬獎的七項大獎）、《少女小渔》（根據此作改編的電影獲亞太電影展六項大獎，電影主演為臺灣女演員劉若英）。她的英文版小說（《赴宴者》）由国立東華大學創作與英語文學研究所的郭強生教授翻譯成中文版本并出版。
2008年年末热映的电影《梅兰芳》中严歌苓参与编剧。2011年中國大陆導演張藝謀將嚴歌苓的小說《金陵十三钗》改编拍攝為電影。2014年上映的张艺谋作品《归来》由编剧邹静之改编自严歌苓小说《陆犯焉识》。2014年嚴歌苓參與電視劇《劇場》編劇。2017年嚴歌苓出版小說《芳華》，並亲自担任电影版《芳华》編劇。
2022年2月，新浪微博因严歌苓就徐州八孩母亲风波抨擊中共中央总书记习近平而封禁其新浪微博账号，百度百科亦将其个人词条页删除。

## 家庭
爷爷嚴恩春16歲考入滬江大學，20歲以第一名成績畢業。1919年赴美國華盛頓大學讀政治學，獲得哲學博士後回國，曾於北京大學、復旦大學、光華大學、廈門大學教授英國文學及政治學。嚴恩春41歲時因對時局失望自盡身亡。
其父为作家萧马（嚴敦勛）。萧马在阶级斗争中被打为“右派”，移居安徽省马鞍山市后夫妻离异。后来，萧马与曾在电影《红旗谱》中演出的俞平结婚，俞平即成为严歌苓的继母。
嚴歌苓的第一任丈夫是作家李准的兒子李克威，後兩人離異。其後嚴歌苓再婚，丈夫王樂仁（Lawrence A. Walker）為美國國務院外交官，曾任美國在台協會台北辦事處新聞科長，兩人育有一位養女妍妍。

## 作品

### 长篇小说
- 《绿血》解放军文艺出版社 1986-2
- 《一个女兵的悄悄话》解放军文艺出版社 1987-8
- 《雌性的草地》解放军文艺出版社1989-2
- 《扶桑》（1996）中国华侨出版社
- 《人寰》（心理医生在吗）1998上海文艺出版社，春风文艺出版社出版
- 《草鞋权贵》（霜降）春风文艺出版社1998-10
- 《无出路咖啡馆》英文自传体，中文版2001百花文艺出版社
- 《花儿与少年》昆仑出版社 2004-01
- 《第九个寡妇》2006作家出版社
- 《一个女人的史诗》2006湖南文艺出版社。母亲贾琳是主人公田苏菲的原型
- 《小姨多鹤》（2008）作家出版社
- 《寄居者》新星出版社 2009-02
- 《赴宴者》陕西师范大学出版社 2009-11
- 《铁梨花》以父亲箫马原著改编，2010陕西师范大学出版社
- 《陆犯焉识》（2011）作家出版社
- 《金陵十三钗》 （中篇版2006工人出版社）长篇版：陕西师范大学出版社2011-6
  - 《金陵十三钗（电影）》（2011，编剧）
- 《补玉山居》陕西师范大学出版社 2012-8
- 《妈阁是座城》（2012）人民文学出版社 2014
- 《老师好美》天津人民出版社 2014-7
- 《床畔》，原名《护士万红》，长江文艺出版社2015-4
- 《舞男》，原名《上海舞男》 ，上海文艺出版社2016-4
- 《芳華》，原名《你觸摸了我》，人民文学出版社 2017-4
  - 《芳华（电影）》（2017，编剧）
- 《角儿》2021长江文艺出版社
- 《米拉蒂》（2023）New Song Media GmbH（新歌传媒有限公司）

### 中短篇小说
- 《少女小渔》（1992）
- 《海那边》短篇小说集，1995-8时代文艺出版社
- 《天浴》小说（首次发表于1996年）
- 《倒淌河》中短篇小说集，1996-1 三民书局（台湾）
- 《白蛇•橙血》中短篇小说集，1998年10月 春风文艺出版社
- 《风筝歌》短篇小说集：1999年2月8日 时报文化（台湾）
- 《也是亚当，也是夏娃》中短篇小说集，2000年1月 华文出版社
- 《谁家有女初养成》中短篇小说集：2001年2月 三民书局（台湾）
- 《密语者》中篇小说集： 2004年1月 三民书局（台湾）
- 《穗子物语》中短篇小说集：2005年1月 三民书局（台湾）
- 《太平洋探戈》中篇小说集：2006-6 三民书局（台湾）
- 《吴川是个黄女孩》中短篇小说集：2006年6月 成都时代出版社

### 散文随笔
- 《波西米亚楼》散文集  三民书局（台湾）1999-4
- 《波西米亚楼》散文集、评论 2015-12-1 天津人民出版社，共四部分：波西米亚楼、非洲札记、苓珑心语、创作谈
- 《非洲手记》散文集 2016-10-1 人民出版社

### 剧本及其他
- 《天浴》电影剧本：严歌苓、陈冲合著， 九歌出版社（台湾） 1998-12-10 含“导演日志及其他”
  - 《天浴》电影剧本：严歌苓、陈冲合著， 壹出版有限公司（香港） 2000-11-1
- 《梅飞色舞--电影〈梅兰芳〉拍摄记》 （包含陈凯歌、严歌苓剧本创作实录）2009-1-1 凤凰出版社
- 《幸福来敲门》原创剧本，花山文艺出版社有限责任公司 2011-02-01
- 《金陵十三钗》我们一起走过2011-12 北京联合出版公司
- 《危险关系解密手记》剧本 2012-09-01 海天出版社
- 《四十九日•祭》原创剧本（上、下）人民文学出版社  2014-12-1

### 传记
- 《陈冲前传》 1994-8 三民书局 （台湾）
  - 《陈冲传》 1994-11 上海远东出版社
  - 《本色陈冲》 1998-10 春风文艺出版社。增加了第24章

## 外部連結
- Geling Yan在互联网电影资料库（IMDb）上的資料（英文）
- WorldCat 聯合目錄中嚴歌苓的著作或與之相關的著作
- 其中文博客